# Josep Marraco i Ferrer
Josep Marraco i Ferrer (Barcelona, 6 d'abril del 1835 – 7 de desembre de 1913) va ser músic (pianista, organista, violinista), mestre de capella de la Catedral de Barcelona i compositor, especialment de música religiosa.

## Biografia
Rebé els primers ensenyaments musicals del seu pare, músic i compositor, Josep Marraco i Xauxas. Ingressà a la reial església del Palau de Barcelona com a escolanet del cor. Allí va estudiar solfeig amb l'organista i mestre de capella de la mateixa església, el prevere Francesc Moliner. El mestre de piano Bernat Calvó i Puig va ser qui el va introduir en els estudis de composició, els quals va continuar i perfeccionar amb el director i mestre de capella de la Catedral, Mateu Ferrer, i posteriorment amb el compositor de música sacra Ramon Vilanova. Va estudiar violí amb el seu oncle matern Joan Ferrer.
Fou un destacat violinista en l'orquestra del Teatre Principal de Barcelona, on entrà com a primer violí tutti. Més tard, en aquesta mateixa orquestra, passà a ser mestre acompanyant al clave, funció fins llavors exercida pel seu mestre Mateu Ferrer. Un temps després feu la mateixa funció a l'orquestra del Gran Teatre del Liceu, on també dirigí els cors. A partir del 1864, després de la mort de Mateu Ferrer, rellevà son pare, que havia suplit la baixa, en el càrrec de mestre de capella de la catedral de Barcelona (continuant-hi una llarga llista de grans mestres de capella, com Joan Pau Pujol, Joan Barter, Francesc Valls, Pere Rabassa, Francesc Mariner, Francesc Queralt, Carles Baguer, Mateu Ferrer). Ocupà la plaça una cinquantena d'anys -fins a la mort- i es feu famós per les seves improvisacions a l'orgue.
S'inicià com a compositor des de ben petit. Les seves primeres obres són de 1850, quan Marraco tenia quinze anys. Gaudí de gran prestigi a l'època. La seva obra és extensa i comprèn un nombre important de peces de música sacra, com una dotzena de misses, motets i rosaris, danses i una simfonia feta per encàrrec de l'Ajuntament de Barcelona en obsequi a Isabel II, que s'estrenà l'any 1860 al Teatre dels Camps Elisis. D'entre la seva producció hom n'ha destacat la Missa de Rèquiem pels morts de la Guerra d'Àfrica i un Te-Deum en commemoració dels vint-i-cinc anys de pontificat de Pius IX. A la Biblioteca de Catalunya es conserven diverses obres, que formen part del Fons Josep Sancho i Marraco. En aquest fons també hi podem trobar un gran nombre de composicions originals de ballables.
Fou un compositor conservador pel que fa a l'estil d'escriptura de la seva música. La influència de compositors importants de la seva època com Felip Pedrell, no va calar en el seu estil, que es va mentenir impermeable a nous estils. El repertori operístic va ser de gran influència en la seva obra, tant religiosa com profana. La seva escriptura orquestral estava fet a imatge de la tendència de la primera meitat del segle xix. Al final de la seva carrera musical va tendir a compondre de manera més senzilla i simple.
Va formar part de molts tribunals d'oposicions de les capelles de música més importants de Catalunya, i d'altres jurats. El 1880 va formar part del jurat que elegí la música de Josep Rodoreda i Santigós per acompanyar la lletra del Virolai que havia escrit Jacint Verdaguer.
El seu fill, Alexandre Marraco i Roca també va ser compositor. El seu nebot i deixeble Josep Sancho i Marraco, músic i compositor, el substituí com a mestre de capella de la catedral.
L'any 1862 va fer un viatge a la capital francesa, París, en el qual fou acollit pel compositor italià Gioacchino Rossini.

## Obres

### Obres profanes
- Ballables, per a orquestra o petita orquestra. Alguns amb/per a instrument solista:
  - 29 Contradanses: Las avecillas de Mayo (1853), Busens (1851), Las dos tórtolas (1862), Los gorriones (1865), La juarata (1853), La mora (1853)...
  - 3 Rigodons: La Alhambra (1858), Faust (1848), Los moriscos (1852)
  - 48 Valsos: El africano (1852), El almirante (1865), El Callao (1866), Los canarios (1866), Faust (1864), Gran vals a San Quintín (1867), Gran vals de dos trompas (1855), La inauguración del verano (1863), El látigo (1854), Los pajaritos (1862), El príncipe real (1858)...
  - 8 Xotis: El apasionado a las hermosas (1855), El arlequín (1853), El consolado (1853), El Gran Rossini (1862), El militar (1865)...
  - 3 Varsovianes: Varsoviana La Juanita, 2 Varsoviana de dos Cornetines (1853 i 1856).
  - 2 Polques: Polca Mazurca de dos Cornets (1854), Polcha con dos Cornets (1854).
  - 2 Pilés: Pilé de Clarinete y Corneto (1854), Pilé (1855).
  - 1 Galop: La Bacanal (1859)
  - 1 Americana: Americana (?)
- 3 Capricho:  1º (1853), 2º (1855), 3º (1857) per a orquestra.
- La corte (1860), simfonia per a orquestra dedicada a Isabel II en la visita d'aquesta a la ciutat de Barcelona.
- Himno para San Felio (1857), Ymno (1855), per a cor i orquestra.
- Paso a tres (1856), per a orquestra.

### Obres religioses
- 12 Misses: Misa alternada de Réquiem (1872), a quatre veus, contrabaix i harmònium, Misa de Réquiem (1860), per a dos cors i orquestra, en honor dels voluntaris catalans morts a la Guerra d'Àfrica, Misa de Réquiem (1869), per a viola, fagots, violoncels i contrabaixos, dedicada al general Dulce, etc.
- Ofertori fúnebre, per a quintet de corda i acompanyament. Introit de la Missa de Rèquiem composta l'any 1860.
- 2 Credo (1853 i 1856)
- Letania (1853), per a dos cors i orquestra.
- Letrilla al Corazón de Jesús (1879), lletra de Fèlix Sardà i Salvany
- 2 motets: O Salutaris (1866), per a baix i orgue, O Salutaris (1876), per a tenor i orgue.
- 2 Rosario (1854 i 1863), per a orquestra.
- Te Deum (1871), per a gran orquestra.
- Trisagio (1895), per a 5 veus, violoncel, contrabaix i orgue. Trisagio (1898), per a 4 veus, corda o orgue.
- Salve, per a dues veus, clarinet i trombó.
- Tota pulchra (1849, l'autor tenia 14 anys).
- Sequentia para la Pascua de Resurrección (1864), per a dos cors i orquestra.
- Regina Celi, per a quatre veus mixtes.